# キーアイン
キーアイン（ベトナム語：Thị xã Kỳ Anh / 市社奇英?）はハティン省にある町である。

## 概要
6つの坊 (phường)と5つの社を有する。
- フンチ坊（Hưng Trí / 興智）
- キーリエン坊（Kỳ Liên / 奇連）
- キーロン坊（Kỳ Long / 奇隆）
- キーフオン坊（Kỳ Phương / 奇芳）
- キーティン坊（Kỳ Thịnh / 奇盛）
- キーチン坊（Kỳ Trinh / 奇貞）
- キーハ社（Kỳ Hà / 奇河）
- キーホア社（Kỳ Hoa / 奇華）
- キーロイ社（Kỳ Lợi / 奇利）
- キーナム社（Kỳ Nam / 奇南）
- キーニン社（Kỳ Ninh / 奇寧）